# Chase Jackson
Chase Foster Jackson (* 20. Juli 1994 in Springfield, Illinois als Chase Ealey) ist eine US-amerikanische Leichtathletin, die sich auf das Kugelstoßen spezialisiert hat und in dieser Disziplin 2022 und 2023 Weltmeisterin wurde.

## Sportliche Laufbahn
Chase Jackson besuchte von 2012 bis 2016 die Oklahoma State University und sammelte 2013 erste Erfahrungen bei internationalen Meisterschaften, als sie bei den Panamerikanischen Juniorenmeisterschaften in Medellín mit einer Weite von 14,88 m die Bronzemedaille gewann. 2019 gelang ihr dann der internationale Durchbruch. Im Mai siegte sie mit 19,58 m beim Diamond League Meeting in Shanghai und wurde anschließend bei den Bislett Games in Oslo mit 19,20 m Zweite. Daraufhin wurde sie beim Prefontaine Classic in Stanford mit 19,23 m Dritte und bei Weltklasse Zürich mit 19,68 m Zweite. Im Oktober startete sie bei den Weltmeisterschaften in Doha, bei denen sie sich mit 18,82 m im Finale auf dem siebten Platz klassierte. 2021 siegte sie mit 18,93 m beim USATF Grand Prix und siegte im August beim Diamond League Stopp in Bern. Im Jahr darauf nahm sie an den Hallenweltmeisterschaften in Belgrad teil und gewann dort mit Nordamerikarekord von 20,21 m die Silbermedaille hinter der Portugiesin Auriol Dongmo. Im Mai siegte sie mit 19,51 m bei der Doha Diamond League und siegte dann mit 19,76 m bei den Halleschen Werfertagen sowie mit 19,98 m bei den FBK-Games. Im Juni siegte sie mit 20,13 m bei den Bislett Games und mit 20,48 m bei der Bauhaus-Galan. Im Juli wurde sie bei den Weltmeisterschaften in Eugene ihrer Favoritenrolle gerecht und siegte mit einem Wurf auf 20,49 m im Finale und wurde damit die erste US-Athletin, die einen Weltmeistertitel im Kugelstoßen gewann. Im August siegte sie mit 20,38 m beim Memoriał Kamili Skolimowskiej und im September sicherte sie sich mit dem Sieg bei Weltklasse Zürich mit 20,19 m den Gesamtsieg in der Diamond League.
2023 siegte sie Ende April mit 19,12 m bei den Drake Relays und wurde im Juni beim Meeting de Paris mit 19,43 m Zweite. Kurz darauf siegte sie bei der Hungarian GP Series – Nyíregyháza mit 19,75 m und im August verteidigte sie bei den Weltmeisterschaften in Budapest mit 20,43 m im Finale ihren Titel aus dem Vorjahr. Anschließend siegte sie mit 20,05 m beim Memorial Van Damme und siegte daraufhin mit 20,76 m beim Prefontaine Classic und sicherte sich damit den Gesamtsieg in der Diamond League und stellte damit einen neuen Landesrekord auf. Im Jahr darauf gewann sie bei den Hallenweltmeisterschaften in Glasgow mit 19,67 m die Bronzemedaille hinter der Kanadierin Sarah Mitton und Yemisi Ogunleye aus Deutschland. Im April wurde sie bei der Xiamen Diamond League mit 19,62 m Dritte und siegte mit 20,03 m bei der Diamond League Shanghai. Im Mai siegte mit 20,00 m beim Meeting International Mohammed VI d’Athlétisme de Marrakesch und sowie mit 19,38 m bei den Halle'schen Werfertagen. Im Juni siegte sie mit 20,00 m bei der Bauhaus-Galan und schied dann im August bei den Olympischen Sommerspielen überraschend mit 17,60 m in der Qualifikationsrunde aus. Daraufhin siegte sie mit 20,64 m bei der Athletissima und wurde beim Memorial Van Damme mit 19,90 m Zweiter.
2025 gewann sie bei den Hallenweltmeisterschaften in Nanjing mit 20,06 m die Bronzemedaille hinter der Kanadierin Sarah Mitton und Jessica Schilder aus den Niederlanden.
In den Jahren 2019, 2022 und 2024 wurde Jackson US-amerikanische Meisterin im Kugelstoßen im Freien sowie 2019 und 2020 und von 2023 bis 2025 in der Halle.